# Pratt & Whitney JT3D
JT3D – seria silników lotniczych dwuprzepływowych firmy Pratt & Whitney. Pierwsze testy naziemne ruszyły w roku 1958, zaś pierwszy oblot odbył się rok później, na służącym do testów bombowcu North American B-45 Tornado. W latach 1959–1985 wyprodukowano ponad 8000 silników JT3D, z których część służy do dzisiaj, zazwyczaj na maszynach wojskowych (jako TF33)

## Projekt
W 1959 pojawiły się zamówienia na samoloty Boeing 707 od linii American Airlines oraz Douglas DC-8 od linii KLM. Silnikami, które miały napędzać te samoloty były JT3D, czynnik ten sprawił, że pojawiło się wiele zamówień na samoloty z tymi silnikami, bowiem były one wydajniejsze od silników JT3C, które początkowo napędzały Boeingi 707. Pierwszy samolot napędzany przez nowe silniki JT3D wszedł do służby 12 marca 1961, był to Boeing 707 dla linii American Airlines.
Kiedy linie lotnicze stopniowo zaczęły wycofywać z eksploatacji Boeingi 707, Siły Powietrzne Stanów Zjednoczonych (USAF) wykupiło część silników z tych samolotów, a następnie zamontowało je na tankowcach Boeing KC-135A, gdzie zastąpiły wysłużone silniki JT3C. Samoloty z wymienionymi silnikami otrzymały oznaczenie KC-135E.
Kolejnym samolotem, który posiadał silniki JT3D był bombowiec Boeing B-52 Stratofortress. Wersja „H” była właśnie wyposażona w powyższe silniki. USAF planuje eksploatację tego samolotu do 2040. Obecnie spada liczba aktywnych silników JT3D, na maszynach KC-135 są one zastępowane nowszymi silnikami CFM International CFM56, które oferują większą elastyczność w eksploatacji.

## Samoloty z silnikami JT3D

### Cywilne
- Boeing 707
- Boeing 720
- Douglas DC-8
- Shanghai Y-10

### Wojskowe
- Boeing B-52 Stratofortress
- Boeing C-18
- Boeing C-135 Stratolifter
- Boeing KC-135 Stratotanker
- Boeing E-3 Sentry
- Lockheed C-141 Starlifter
- Northrop Grumman E-8 Joint STARS